# Rinorea insularis
Rinorea insularis är en violväxtart som beskrevs av Adolf Engler. Rinorea insularis ingår i släktet Rinorea och familjen violväxter. Inga underarter finns listade i Catalogue of Life.